# Метростанция „Лъвов мост“
Метростанция „Лъвов мост“ е станция от линия М2 на Софийското метро. Въведена е в експлоатация на 31 август 2012 г.

## Местоположение
Метростанцията е разположена под бул. „Княгиня Мария Луиза“ на кръстовището с бул. „Сливница“, на север от Лъвов мост. В близост до станцията се намира т.нар. Женски пазар. Станцията има 4 вход/изхода.
| № | Име на вход/изход   | Достъпност |
| - | ------------------- | ---------- |
| 1 | пл. „Лъвов мост“    | асансьор   |
| 2 | ул. „Цветан Минков“ | асансьор   |
| 3 | бул. „Сливница“     | асансьор   |
| 4 | Женски пазар        | асансьор   |

## Архитектурно оформление
Архитект на станцията е Сибел Япаджъ. Тя се състои от четири подземни нива: перонна зала, вестибюл и ниво с подлези, със странични перони. Първото подземно ниво се състои от два отделни подлеза, разположени от двете страни на Владайска река, които свързват двата тротоара на бул. „Княгиня Мария Луиза“, съответно северно и южно от реката. Второто подземно ниво помещава касовата зала и пешеходната връзка под реката, изпълнена в габарита ѝ в горната част на пътния тунел. Връзката между вестибюлното ниво и подлезното ниво е осъществена посредством асансьори и ескалатори.
На трето подземно ниво е перонната зала, която се отваря в общата височина на трите подземни нива. Това я прави станцията с най-високи стени и една от станциите с най-голям вътрешен обем и тъй като няма как да бъде използвано окачено осветление са поставени ретро улични лампи.
Пероните на станцията са облицовани с гранитогрес с цветове бледо жълто, червеникаво-оранжево и тъмнокафяво, с по два надлъжни свода по стените, на които са изпълнени релефи на 4 лъва, подчертаващи местоположението. По дължината на пероните са монтирани два реда стълбове в ретро стил с диодно осветление. Станцията наподобява ретро улица.
Интересно архитектурно решение е терасата, която минава над линиите и която позволява на пътниците да сменят посоката на движение. От нея се открива изглед от високо на самата станция.

## Връзки с градския транспорт

### Автобусни линии
Метростанция „Лъвов мост“ се обслужва от 15 автобусни линии от дневния градски транспорт и 1 линия от нощния транспорт:
- Автобусни линии от дневния транспорт: 11, 21, 22, Х43, 78, 85, 86, 200, 213, 285, 305, 309, 310, 404, 413
- Автобусни линии от нощния транспорт: N2

### Трамвайни линии
Метростанция „Лъвов мост“ се обслужва от 5 трамвайни линии: 1, 4, 12, 18, 27

### Тролейбусни линии
Метростанция „Лъвов мост“ се обслужва от тролейбусна линия 6.